# Valentine Petit (actrice)
Pour les articles homonymes, voir Valentine Petit.
Valentine Augustine Thérèse Petit, née le 29 avril 1873 à Saint-Josse-ten-Noode (Belgique) et morte le 18 janvier 1951 à Nogent-sur-Marne, est une danseuse, chanteuse et actrice française du cinéma muet d'origine belge, qui a effectué toute sa carrière en France.

## Biographie
Née à Saint-Josse-ten-Noode, Valentine Petit commence une carrière de danseuse et de chanteuse en Belgique. Elle vient à Paris, où elle travaille notamment aux Folies Bergère. Elle rencontre le réalisateur Léonce Perret, qui l'épouse. Valentine joue dans plus d'une trentaine de films de son mari et l'aide grandement dans ses affaires.

## Filmographie partielle
- 1909 : Le Portrait de Mireille de Léonce Perret
- 1909 : Molière de Léonce Perret
- 1910 : La Fille de Jephté de Léonce Perret (scénario de Louis Feuillade et Abel Gance)
- 1910 : Ménages parisiens de Léonce Perret
- 1910 : Monsieur Prud'homme s'émancipe de Léonce Perret : Madame Prud'homme
- 1911 : Monsieur Prud'homme joue la comédie de Léonce Perret : Madame Prud'homme
- 1911 : Eugène amoureux de Léonce Perret : la bonne
- 1911 : Titine et Totor de Léonce Perret
- 1911 : La Petite Béarnaise de Léonce Perret
- 1911 : Un Drame du rail de Léonce Perret
- 1912 : Un Coq en pâte de Léonce Perret
- 1912 : L'Express matrimonial (ou En express) de Léonce Perret : Valentine Legrand
- 1912 : L'Espalier de la marquise de Léonce Perret
- 1913 : Le Homard de Léonce Perret
- 1913 : À propos d'épingles à chapeau de Léonce Perret
- 1913 : Les Dents de fer de Léonce Perret
- 1913 : Léonce cinématographiste de Léonce Perret
- 1913 : Léonce et sa tante de Léonce Perret
- 1913 : Léonce veut divorcer de Léonce Perret
- 1913 : Léonce à la campagne de Léonce Perret
- 1913 : Sur la voie de Léonce Perret : Augustine
- 1913 : Léonce papillonne de Léonce Perret
- 1913 : Léonce et les Écrevisses de Léonce Perret : Tante Marise
- 1914 : Léonce aux bains de mer de Léonce Perret : Une baigneuse
- 1914 : Les Roses de la vie de Léonce Perret
- 1914 : Le Rachat du passé de Léonce Perret : Lady Stanley
- 1915 : L'Énigme de la Riviera  de Léonce Perret
- 1916 : L'X noir de Léonce Perret
- 1916 : Les Armes de la femme  de Léonce Perret
- 1916 : L'Empreinte du passé de Léonce Perret : Madame Lormont
- 1916 : Les Mystères de l'ombre de Léonce Perret
- 1916 : C'est pour les orphelins de Louis Feuillade
- 1916 : Dernier amour de Léonce Perret : Ninon Lancret
- 1917 : Le Comte de Saint-Simon  de Léonce Perret : Mme Carlingford
- 1917 : Folie d'amour de Léonce Perret : Mme Grosvenor
- 1918 : La Princesse voilée de Léonce Perret : la marquise
- 1922 : L'Écuyère  de Léonce Perret : la comtesse de Maligny